# شهرستان جواب (یوتا)
شهرستان جوآب، یوتا یکی از شهرستان‌های ایالت یوتا است که در قسمت غربی این ایالت قرار دارد. بر طبق سرشماری سال ۲۰۱۰، جمعیت جوآب برابر بود با ۱۰.۲۴۶ نفر که در مساحتی به حدود ۸.۸۲۰ کیلومترمربع زندگی می‌کنند. مرکز این شهرستان، شهر نفی است.
نام جواب برگرفته شده از کلمه‌ای محلی به معنای دره تشنه یا گاهی به تنهایی فقط دره است.

## پیوند
- وب‌گاه رسمی